# Saba senegalensis
Saba senegalensis är en oleanderväxtart som först beskrevs av A. Dc., och fick sitt nu gällande namn av Marcel Pichon. Saba senegalensis ingår i släktet Saba och familjen oleanderväxter. Inga underarter finns listade i Catalogue of Life.